# Schwimmende Insel (Erdfall)
Koordinaten: 51° 36′ 21″ N, 10° 19′ 31″ O

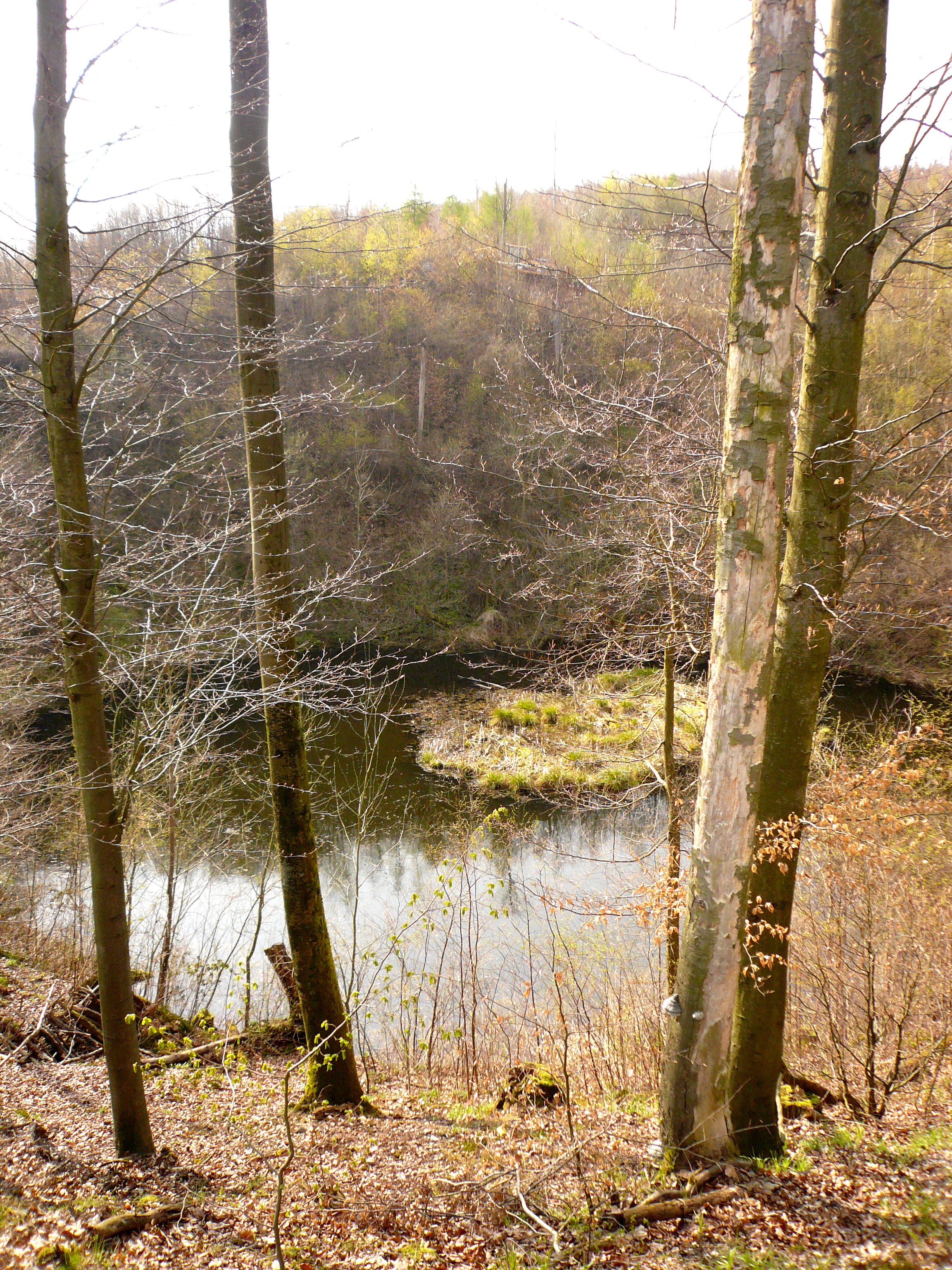
Schwimmende Insel am Rotenberg

Die Schwimmende Insel ist ein teilweise wassergefüllter Erdfall im Landkreis Göttingen, am Rande des Rotenberges etwa 700 Meter südöstlich von Pöhlde und etwa zwei Kilometer nordöstlich der Rhumequelle gelegen. Das Gebiet liegt an der Grenze zwischen den Naturräumen Eichsfelder Becken und südwestliches Harzvorland.
Der Erdfall selbst ist keine schwimmende Insel, sondern benannt nach den gelegentlich abreißenden Teilen der über das Ufer wachsenden Pflanzen, welche auf der Wasseroberfläche treiben. Inzwischen ist durch Verlandung eine kleine Insel entstanden, langfristig wird die Schwingmoordecke den See vollständig verlanden lassen. Die Schwimmende Insel liegt am Karstwanderweg und ist ein Teil des Naturschutzgebiets Finnenbruch, Großes Butterloch und Schwimmende Insel.